# La Révolution permanente
 (avril 2017).
Si vous disposez d'ouvrages ou d'articles de référence ou si vous connaissez des sites web de qualité traitant du thème abordé ici, merci de compléter l'article en donnant les références utiles à sa vérifiabilité et en les liant à la section « Notes et références ».
Cet article concerne l'essai politique de Léon Trotski. Pour le mot d'ordre lancé par Karl Marx, voir Révolution permanente. Pour le parti politique, voir Révolution permanente (parti politique).
La Révolution permanente est un essai politique de Léon Trotski, rédigé entre 1928 et 1931.

## Écriture
En 1927, Trotski est exclu du parti communiste de l’union soviétique. Il est exilé l’année suivante à Alma Ata, puis en 1929 en Turquie. C’est durant son exil à Alma Ata que Trotski entame la rédaction de plusieurs chapitres qui vont constituer son futur livre La Révolution permanente. 

## Origine du titre
La « révolution permanente » est une expression de Karl Marx que l’on retrouve dans plusieurs de ses textes, comme La sainte famille, Adresse du Comité Central à la Ligue des communistes, Statuts de la Société universelle des communistes révolutionnaires ou encore Les Luttes de classes en France.[réf. nécessaire]

## Contenu

### Structure de l’œuvre
L’œuvre est composée d’une préface pour la version française rédigée le 29 mars 1930, d’une introduction rédigée le 30 novembre 1929, de neuf chapitres dont une thèse, rédigés de façon non chronologique. À cela il faut ajouter un épilogue et cinq appendices, eux aussi rédigés de manière non chronologique ; ainsi le premier appendice est rédigé le 9 février 1931 alors que le troisième a été rédigé auparavant, le 24 janvier 1931.[réf. nécessaire]
Trotski justifie la structure de son œuvre de la manière suivante :  

« La composition de ce livre, complexe et imparfait en son architecture, est l'image même des circonstances dans lesquelles il est né : l'auteur s'efforçait d'imposer une conception déterminée de la dialectique propre au processus révolutionnaire. »

### Doctrine
Trotski se fonde, à travers les pages de son livre, sur ses multiples écrits (articles, publications, déclarations) et ceux de ses adversaires (Staline ; Boukharine ; Radek ; Kamenev ; Zinoviev ; Molotov, etc.) pour prouver, d’une part, qu’il n’a pas dévié de l’essentiel de la pensée de Lénine, mais d’autre part, pour souligner les incohérences et les changements de positions de ses accusateurs, souvent flagrants et contradictoires. 
Son propos est principalement dirigé contre Staline. En défendant la « Révolution permanente », il s’oppose au concept du socialisme national,  c’est-à-dire du « socialisme dans un seul pays » défendu par Staline à partir de 1929 :

« Pour eux, la conquête du pouvoir dans les cadres nationaux représente, au fond, non pas l'acte initial, mais bien l'acte final de la révolution. »

« Si l’on propose de construire la société socialiste à l’intérieur de limites nationales, en dépit de succès temporaires, on freine les forces productives même par rapport au capitalisme. C’est une utopie réactionnaire que de vouloir créer dans le cadre national un système harmonieux et suffisant composé de toutes les branches économiques. L’internationalisme n’est pas un principe abstrait ; il ne constitue que le reflet politique et théorique du caractère mondial de l’économie, du développement mondial de l’économie, du développement mondial des forces productives et de l’élan mondial de la lutte des classes. »

### Définition de la révolution permanente
Dans le neuvième chapitre intitulé « Qu’est-ce que la révolution permanente ? » « Thèses », Trotski rassemble en quelques points précis les principales idées du concepts de la révolution permanente :
- Renverser le Tsar
- S’appuyer sur les masses paysannes
- Révolution démocratique menée par le peuple, avec l’association du prolétariat et de la paysannerie.
- Instaurer une société remplaçant l’ordre ancien (éducation pour tous, impôt progressif, réforme de la durée du travail)
- Dictature du prolétariat : celle-ci doit mettre fin au droit à la propriété. Cette dictature exclue une gouvernance commune avec le monde paysan, car les paysans étant plus nombreux que les ouvriers, ils risquent de suivre une orientation bourgeoise qui ne servirait pas les intérêts du prolétariat.
- Mener la lutte à l’intérieur et à l’extérieur, la révolution est donc une lutte permanente. Elle ne prend fin que lorsque sa victoire est totale.

### Les appendices
Les appendices de l'œuvre sont détachés du reste de celle-ci ou du moins en partie, car ils traitent tous en fond de la révolution permanente et de son application en deux cas concrets. Les deux premiers sont une critique du roman d’André Malraux Les Conquérants (1928) et une réponse à la réaction d’André Malraux à cette critique. Le livre  traite de la Révolution chinoise des années 1920 et met en scène des personnages appartenant au Komintern. Trotsky en profite pour critiquer celui-ci et les raisons de l'échec de la révolution chinoise selon le roman. Le reste des appendices est constitué de commentaires écrits durant l'exil sur les événements de la révolution espagnole, entre fin 1930 et début 1931. Trotsky évoque le particularisme espagnol, la mauvaise gestion de l'Internationale communiste mais aussi l'erreur des communistes espagnols faisant confiance aux républicains, rattachés selon lui à la monarchie. Le dernier appendice est une série de lettres adressées à un correspondant inconnu analysant les faits espagnols au jour le jour.